# Megen
Megen est une petite ville néerlandaise de la commune d'Oss au nord-est de la province du Brabant-Septentrional. Megen est situé dans une ancienne boucle de la Meuse canalisée. Un bac fait la liaison avec les villages de Maasbommel et Appeltern en face dans la province de Gueldre. Le 1er janvier 2005, la ville de Megen compte 1 696 habitants.

## Origines
La région du Maaskant a été habité depuis 2000 av. J.-C. Les Gaulois s'y sont installés sur des tertres de sable et des rives hautes. Le nom de Megen peut venir du gaulois magos (= plaine, marché), latinisé en magus, comme dans Neymegen, qui est un ancien Noviomagus. Megen ou Meginus est mentionné pour la première fois en 721. Vers 800 Megen compte 44 feux et 390 habitants et possède un château et un monastère.

## Comté
Allardus, mentionné en 1145, est le premier comte connu de nom. Le comté de Megen, auquel Haren, Macharen et Teeffelen appartiennent aussi, passe en 1275 par héritage à la famille Dicbier. De 1469 à 1605, le comté est à la famille de Brimeu. Le plus illustre de cette famille est Charles de Brimeu, comte de 1549 à 1572 et Marescalcus Brabantiae du Brabant espagnol.
Megen reste un comté indépendant au milieu des terres des États de Hollande jusqu'à l'occupation française, en 1794. En 1810, Megen est acheté par la République batave. En 1810, Megen, par ordre de Napoléon, devient commune. En 1814, le comté de Megen est intégré dans le Royaume des Pays-Bas. En 1821, la commune de Megen annexe la jeune commune de Haren en Macharen pour former Megen, Haren en Macharen, (ou Megen c.a. = cum annexis) qui à son tour est attaché à la commune d'Oss en 1994.

### Ville
Megen reçoit en 1357 du comte Willem Dicbier des droits de ville (650e anniversaire célébré les 16 et 17 juin 2007) et des droits de péage sur la Meuse ; on construit un château fort et des remparts avec deux tours de garde, dont la Tour-prison existe encore. À cette époque Megen frappe monnaie. Philippe II d'Espagne donne en 1558 ordre à Jacob van Deventer de dessiner les plans de toutes villes fortifiées des Pays-Bas. Ce dessin montre que Megen a retenu la disposition des rues d'antan, malgré les pillages des troupes espagnoles et hollandaises pendant la guerre de Quatre-Vingts Ans. Ainsi, le château a disparu par un incendie en 1581.
Le moulin de la ville date de 1875. À la restauration de 1952 il a été nommé Desiré d'après la fille cadette du meunier. L'ancienne mairie date de 1940 et est inspirée de la tour-prison.

## Ville catholique et monacale

### Franciscains
Megen, enclave catholique et asile de religion libre dans un État protestant, accueille en 1645 les franciscains, chassés en 1629 de Bois-le-Duc. Les pères utilisent d'abord l'église paroissiale, qui est sous le vocable de saint Servais, évêque de Maastricht. En 1677 ils ouvrent leur église monacale consacrée à saint Antoine de Padoue et saint Roch. Il y a des autels consacrés à saint François d'Assise et à Notre Dame des Sept Douleurs. Ils promeuvent la dévotion de Notre Dame des Sept Douleurs par une confrérie et par une chapelle, datant de 1733.

### École latine
Les pères jouent un rôle important pour l'enseignement dans la région. Ils fondent dès 1645 une Latijnse school (école latine), qui deviendra au XIXe siècle le lycée classique Sint Antonius, qui a fonctionné jusqu'en 1967. Le bâtiment Acropolis est maintenant maison communautaire. Les franciscains fondent aussi le Franse school (école française) et le Dietse school (école dans la langue du peuple).

### Clarisses
Megen accueille en 1721 également les clarisses, chassées de Boxtel en 1717. Les clarisses, ordre contemplatif, construisent sur l'emplacement du château des comtes de Megen le monastère St.Josephsberg en carré autour d'un cloître. Plus tard, elles y ajoutent une chapelle.

### Église paroissiale
Le bâtiment actuel de l'église paroissiale Saint-Servais date de 1872, l'architecte est H.C. Dobbe. Il n'y a que le font baptismal qui est du XVe siècle.

### Saint frérot de Megen
Jan Witte (1868-1950), frère franciscain sous le nom d'Everardus, peintre de profession, recueillait, dans sa fonction de portier du monastère, des intentions de prière écrites sur des bouts de papier et il promettait de s'en occuper personnellement. Devenu invalide en 1929 en tombant d'une échelle, il passe le restant de sa vie à prier pour les vœux qui arrivent toujours sur des petits papiers. Après sa mort en 1950, il est le sujet d'un culte populaire sous le surnom du saint frérot de Megen. On lui a construit une chapelle funéraire et les gens déposent toujours les petits papiers avec leurs vœux sur sa tombe.

## Galerie d'images

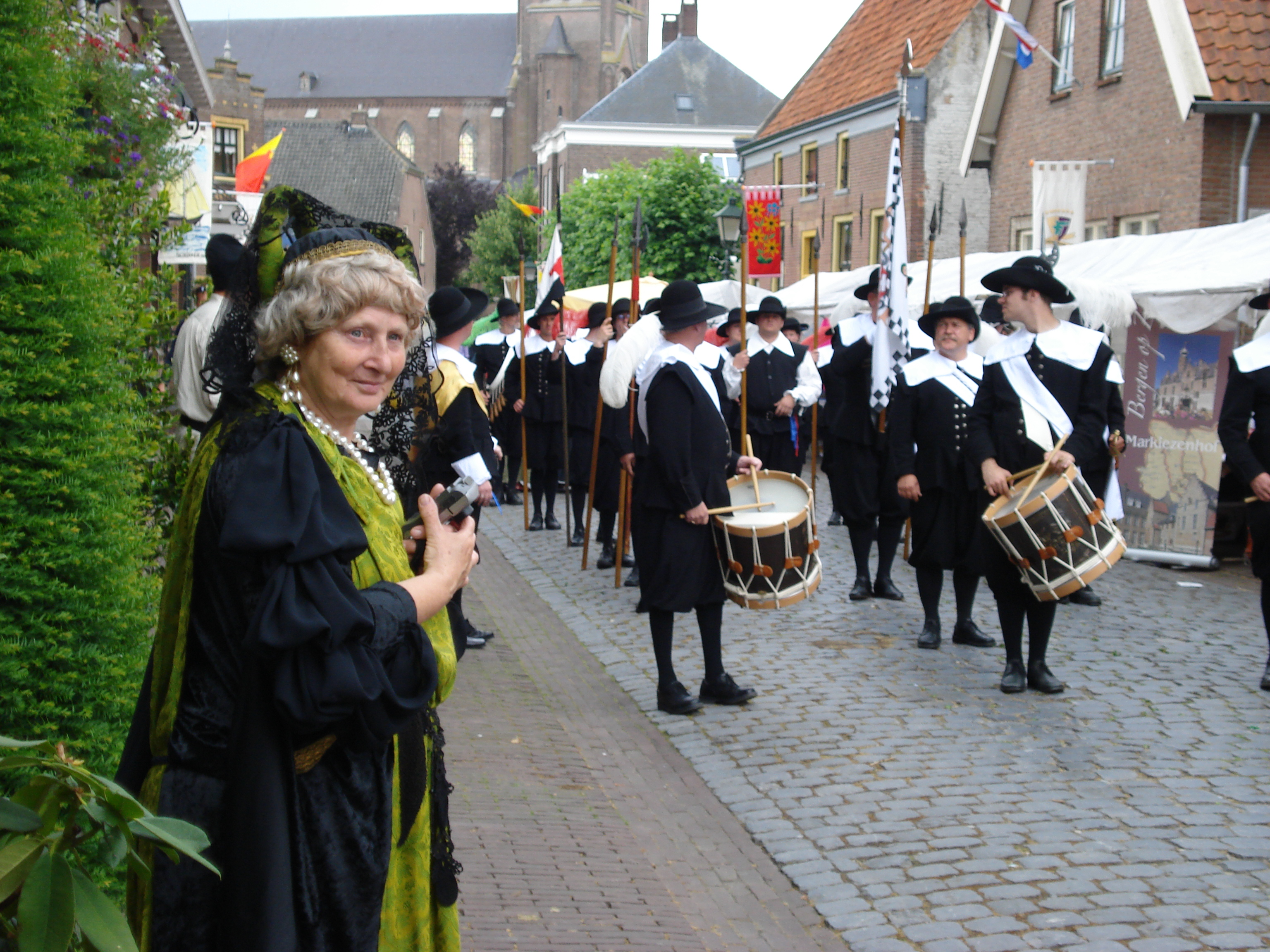
Ville de Megen 650 ans, jeux historiés
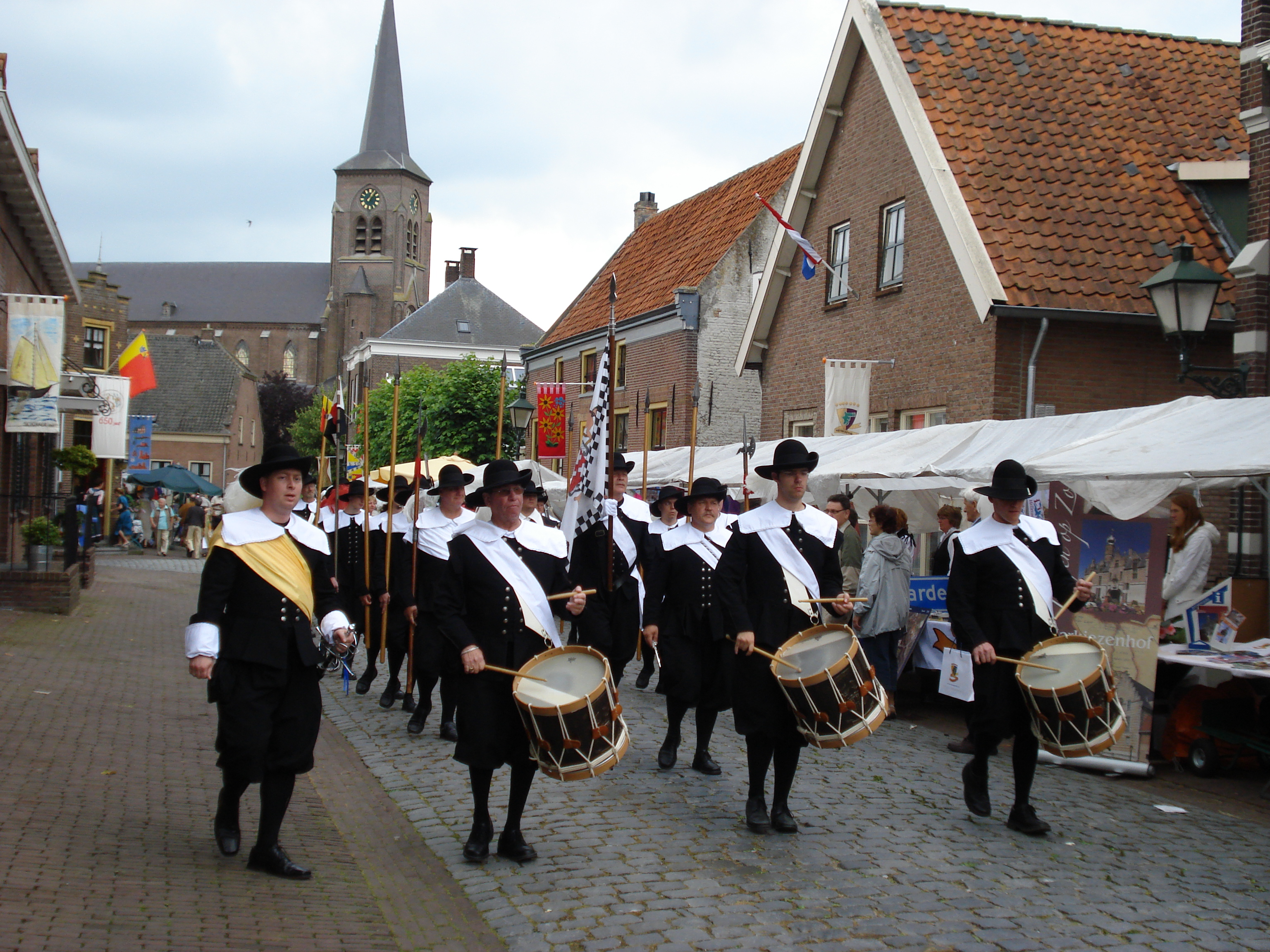
Ville de Megen 650 ans, guilde
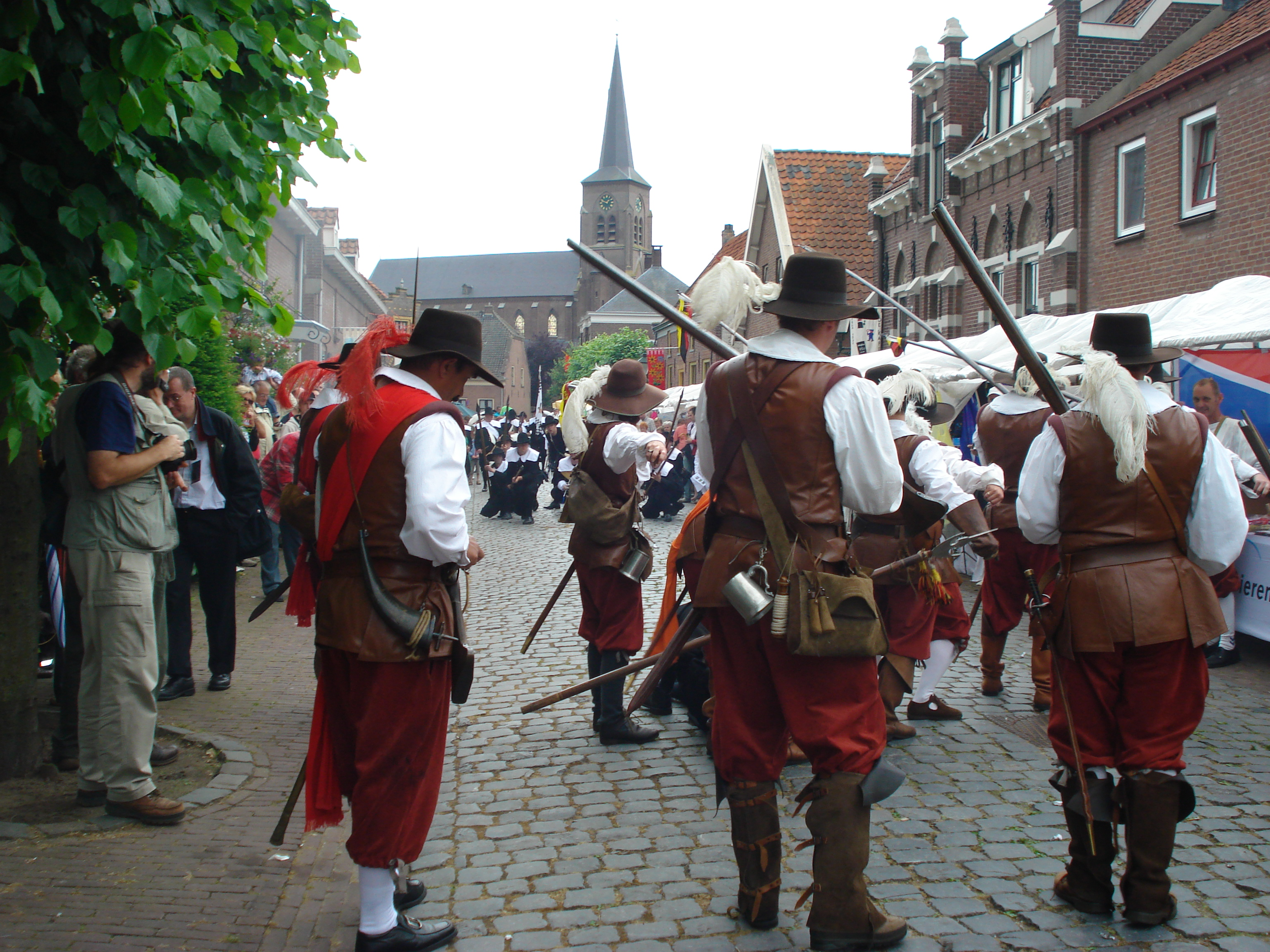
Ville de Megen 650 ans, l'attaque
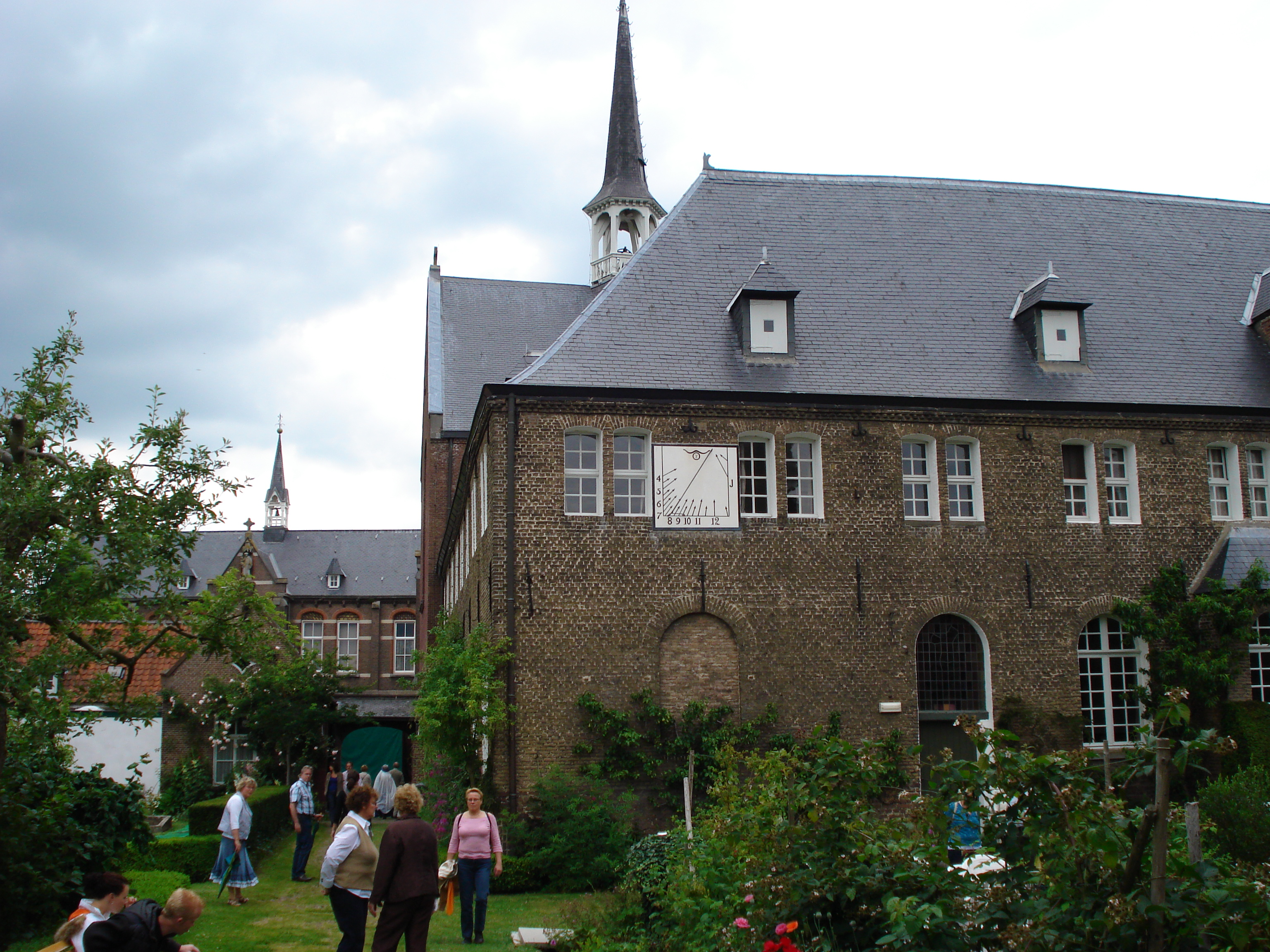
Ville de Megen 650 ans, couvent des franciscains
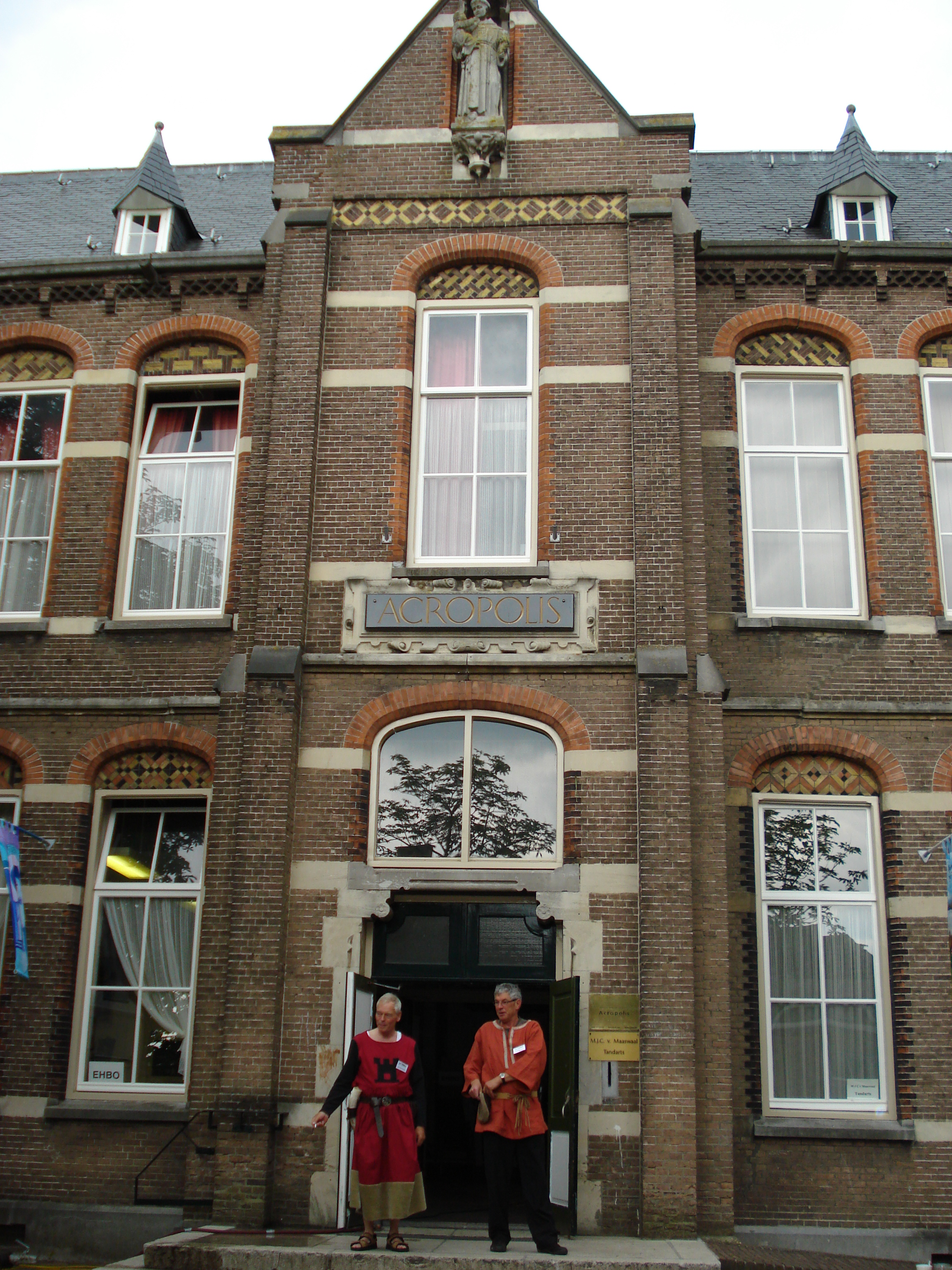
Ville de Megen 650 ans, l'ancienne école latine
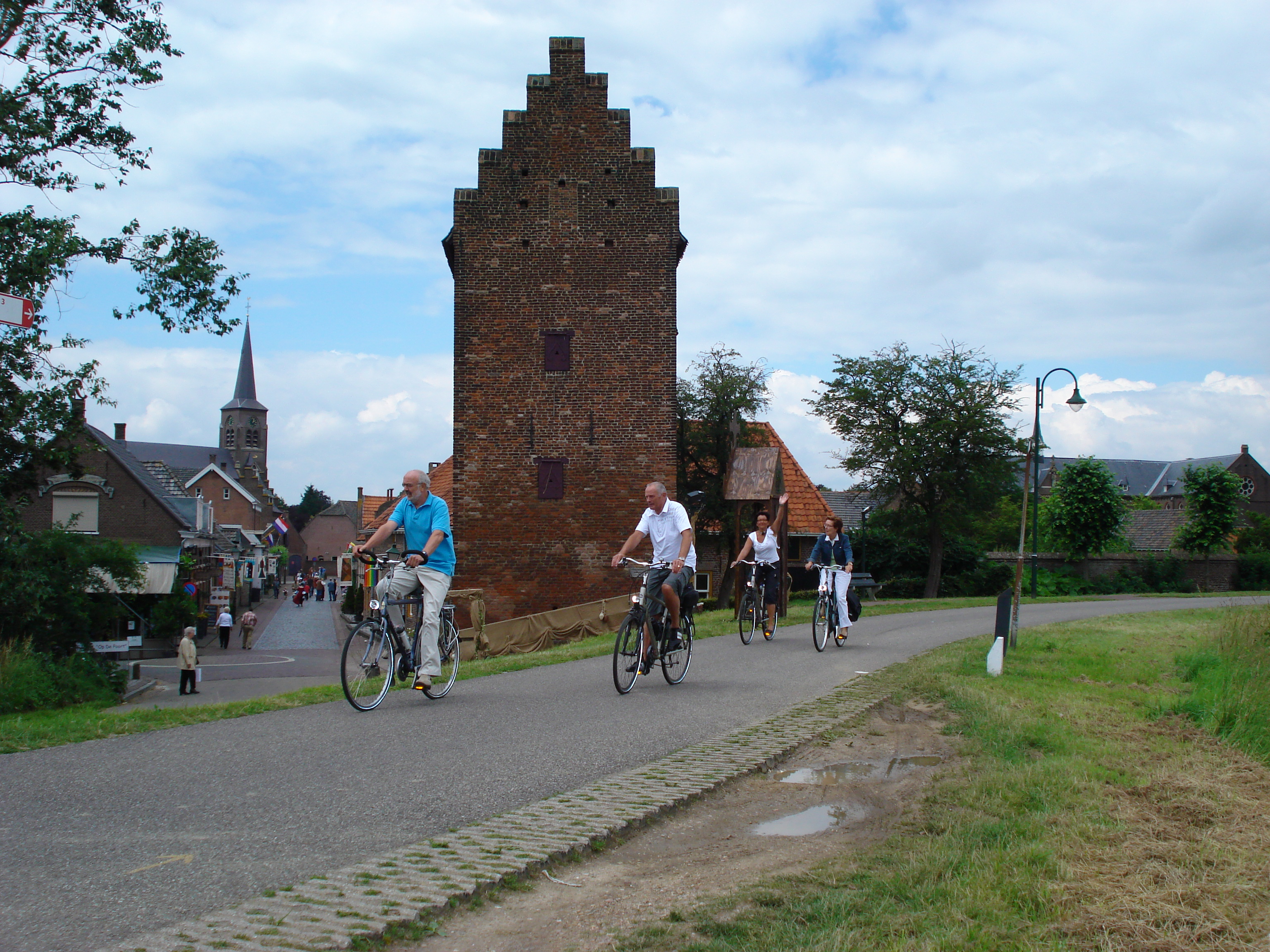
Ville de Megen 650 ans, cyclotouristes devant l'ancienne tour-prison
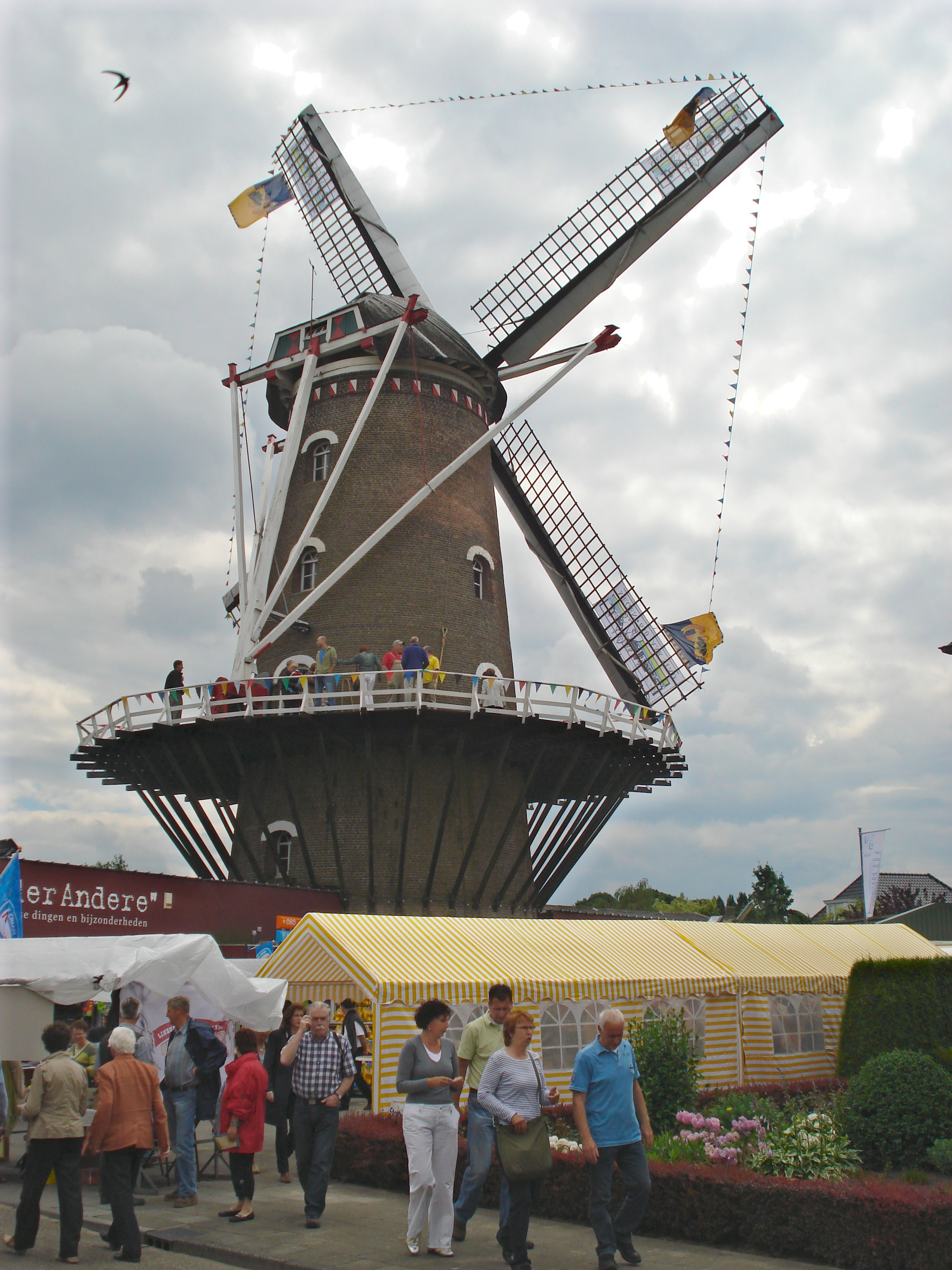
Ville de Megen 650 ans, le moulin Désiré en fête
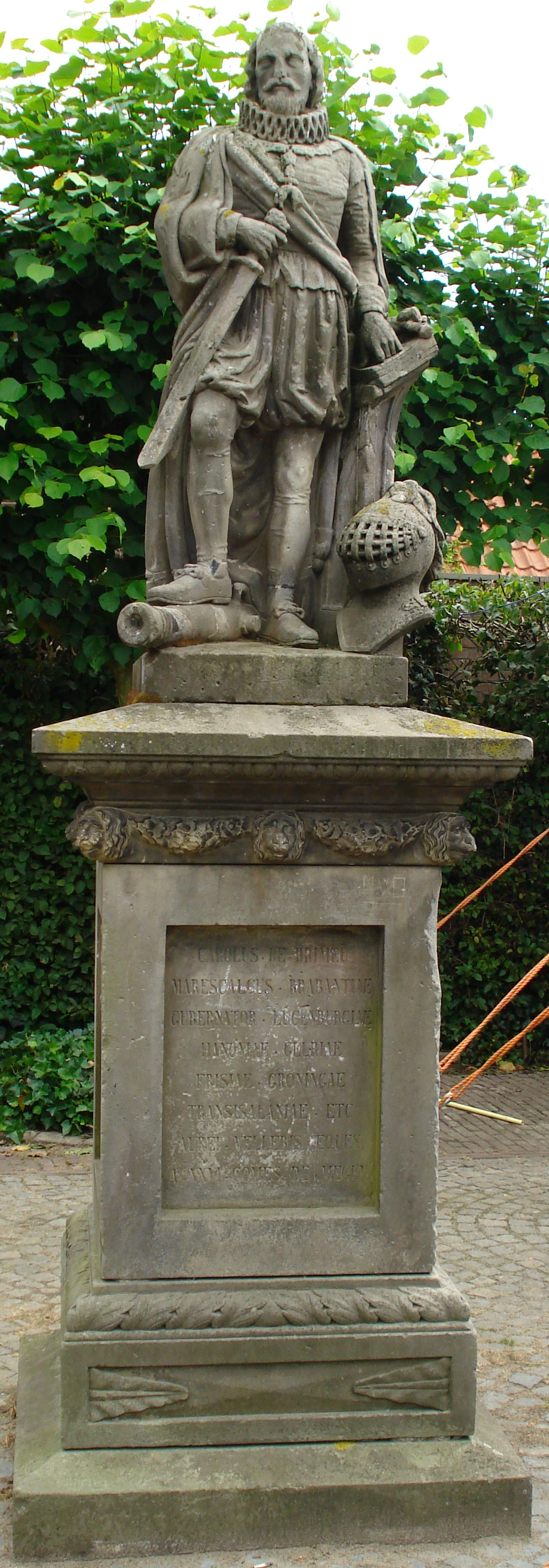
Megen, Carolus de Brimeu, Marescalcus Brabantiae
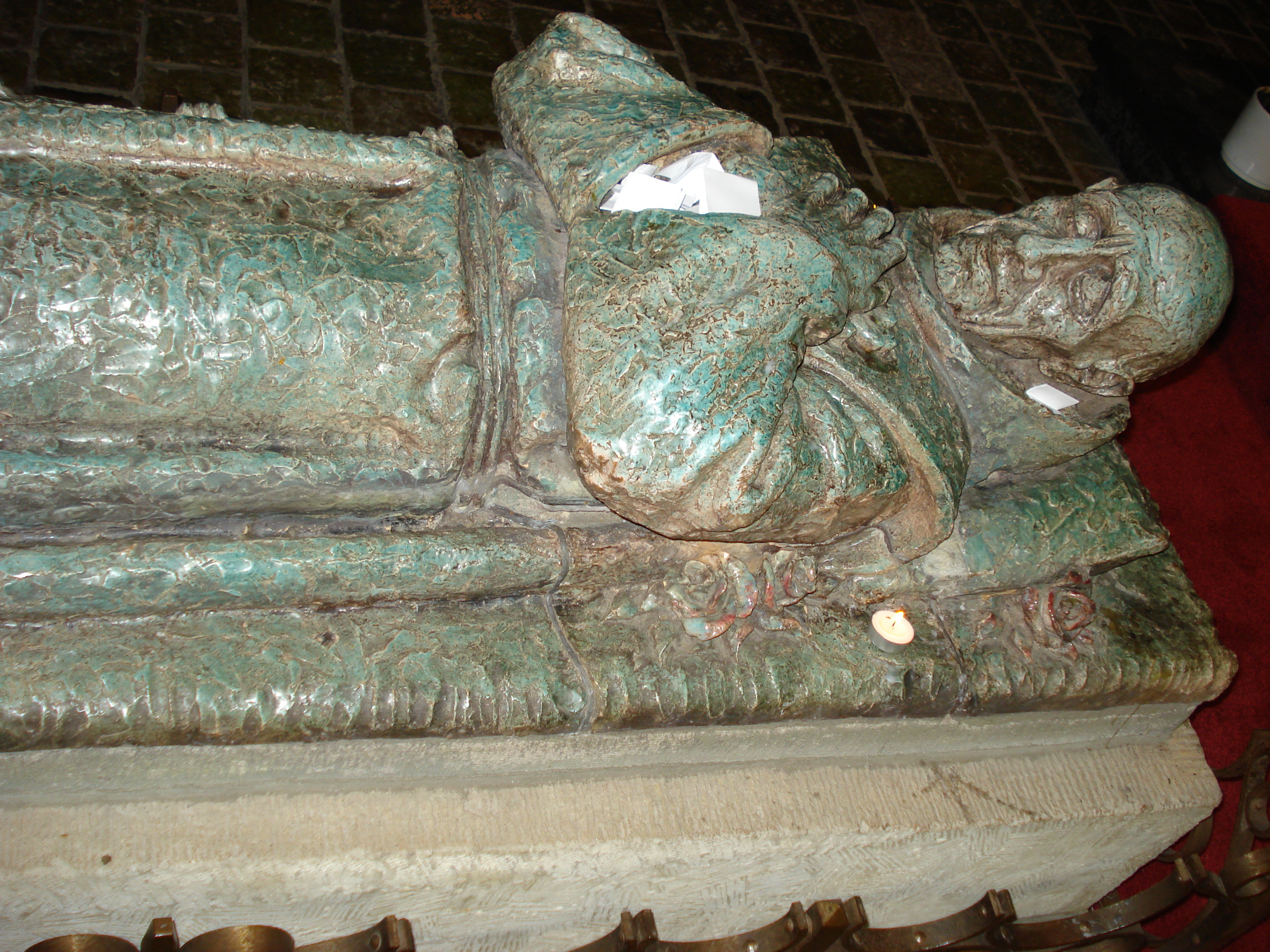
Megen, tombe du heilig bruurke
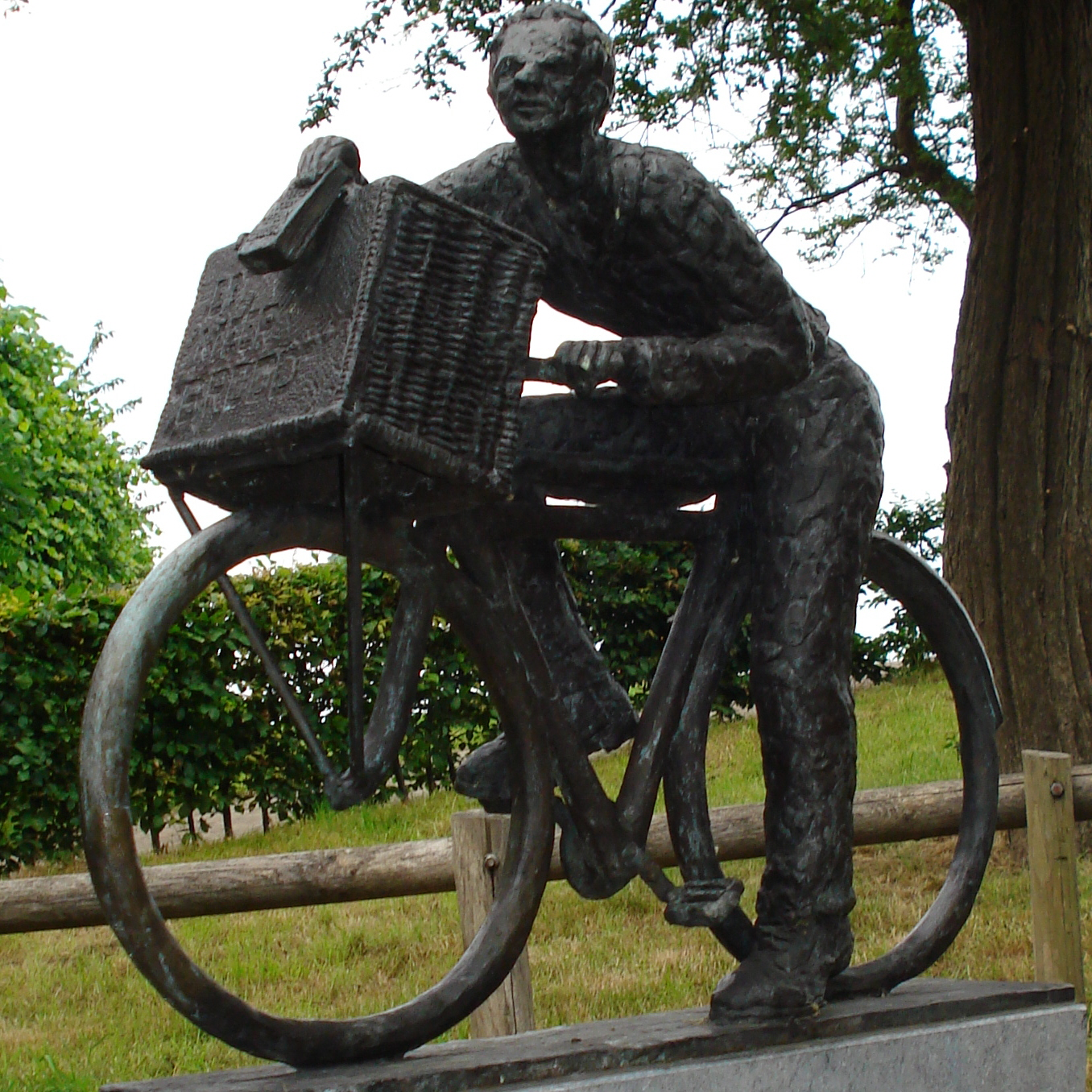
Megen, Hommage aux petits commerçants (Jac van Someren, 2003)
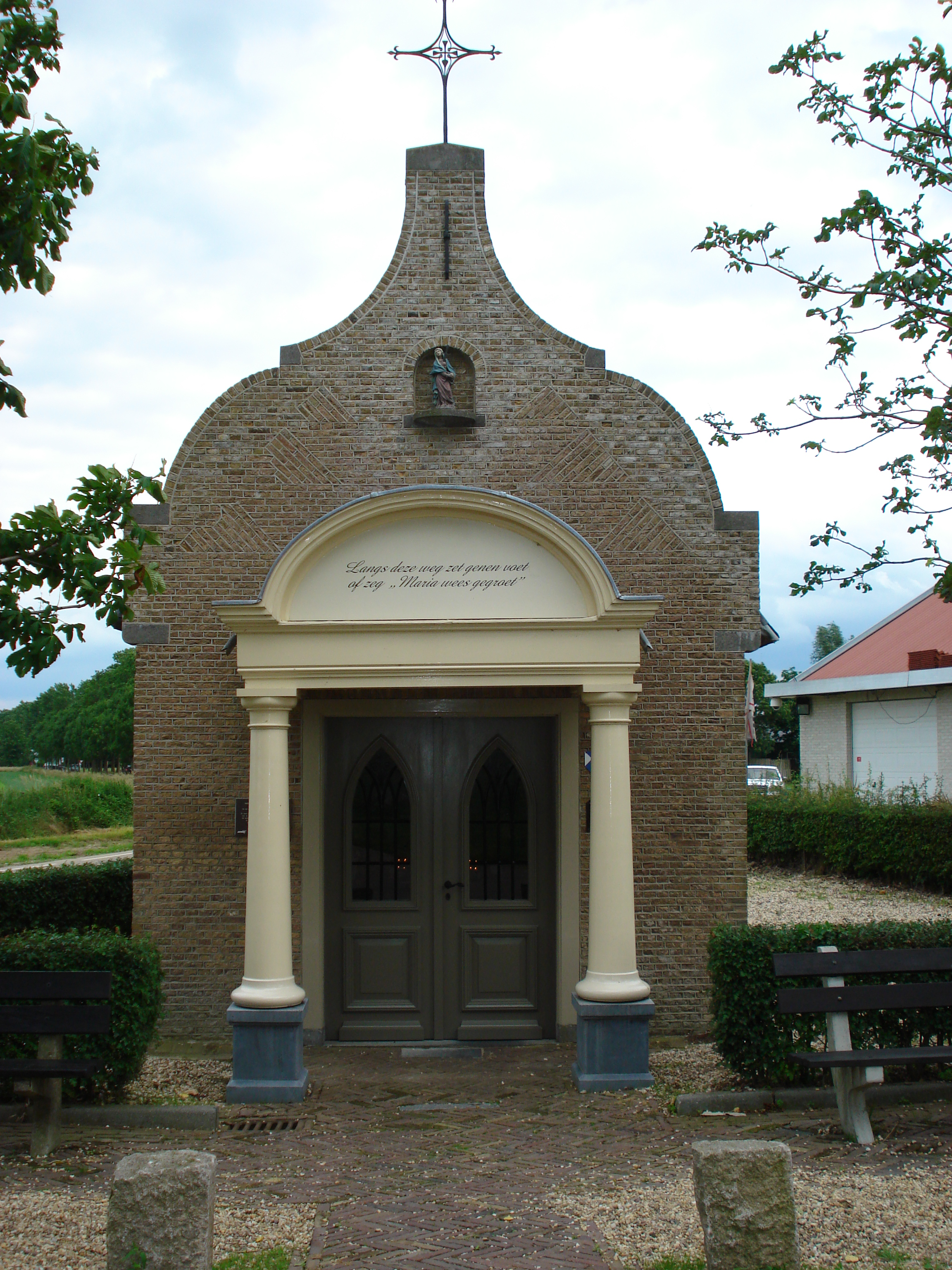
Megen, la chapelle Notre-Dame des Douleurs
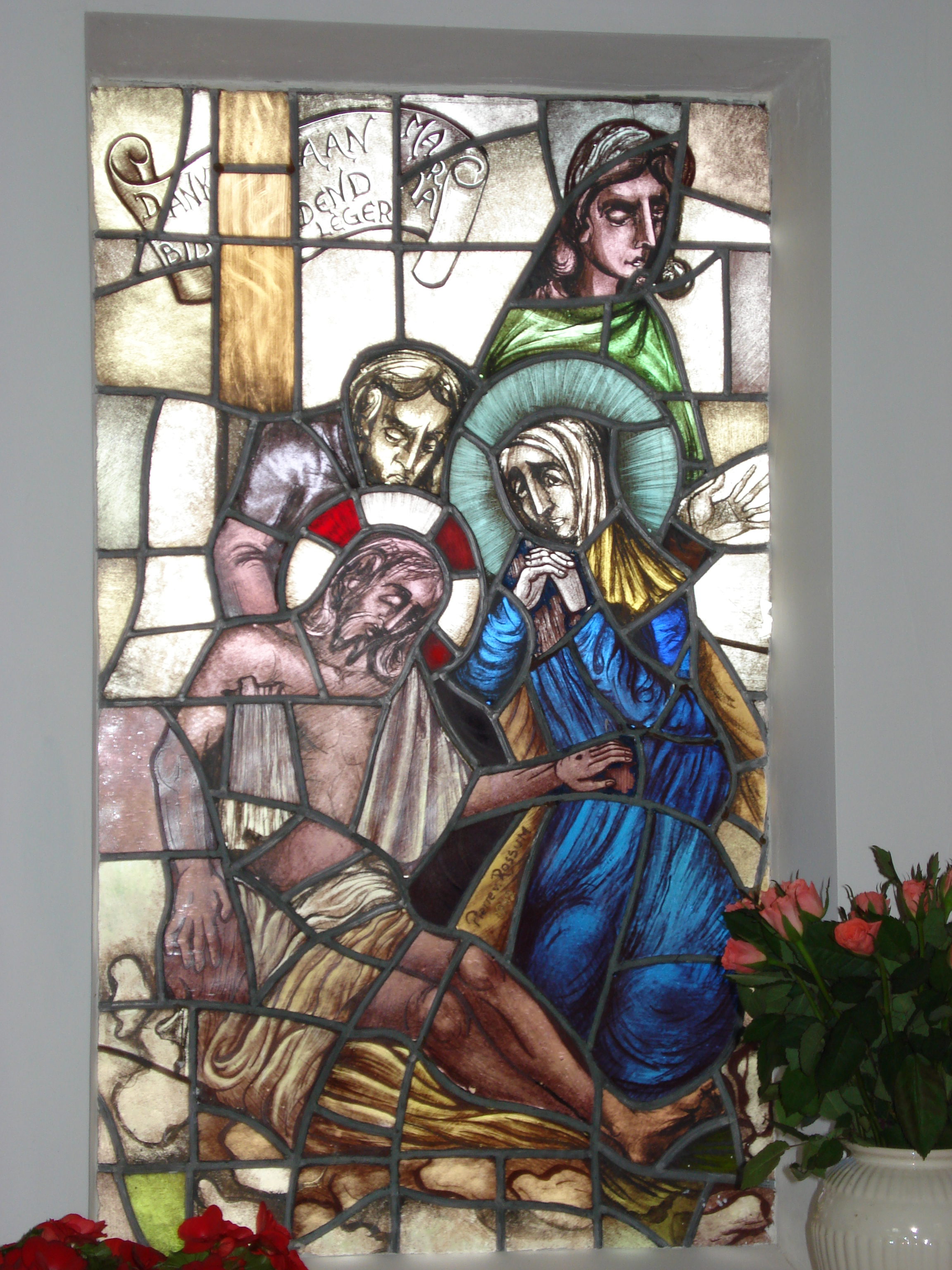
Megen, fenêtre dans la chapelle de Notre-dame des douleurs